# Alba Berlin
Maillots
L'Alba Berlin, est un club allemand de basket-ball issu de la ville de Berlin. Le club appartient à la Basketball-Bundesliga soit le plus haut niveau du championnat allemand.

## Historique

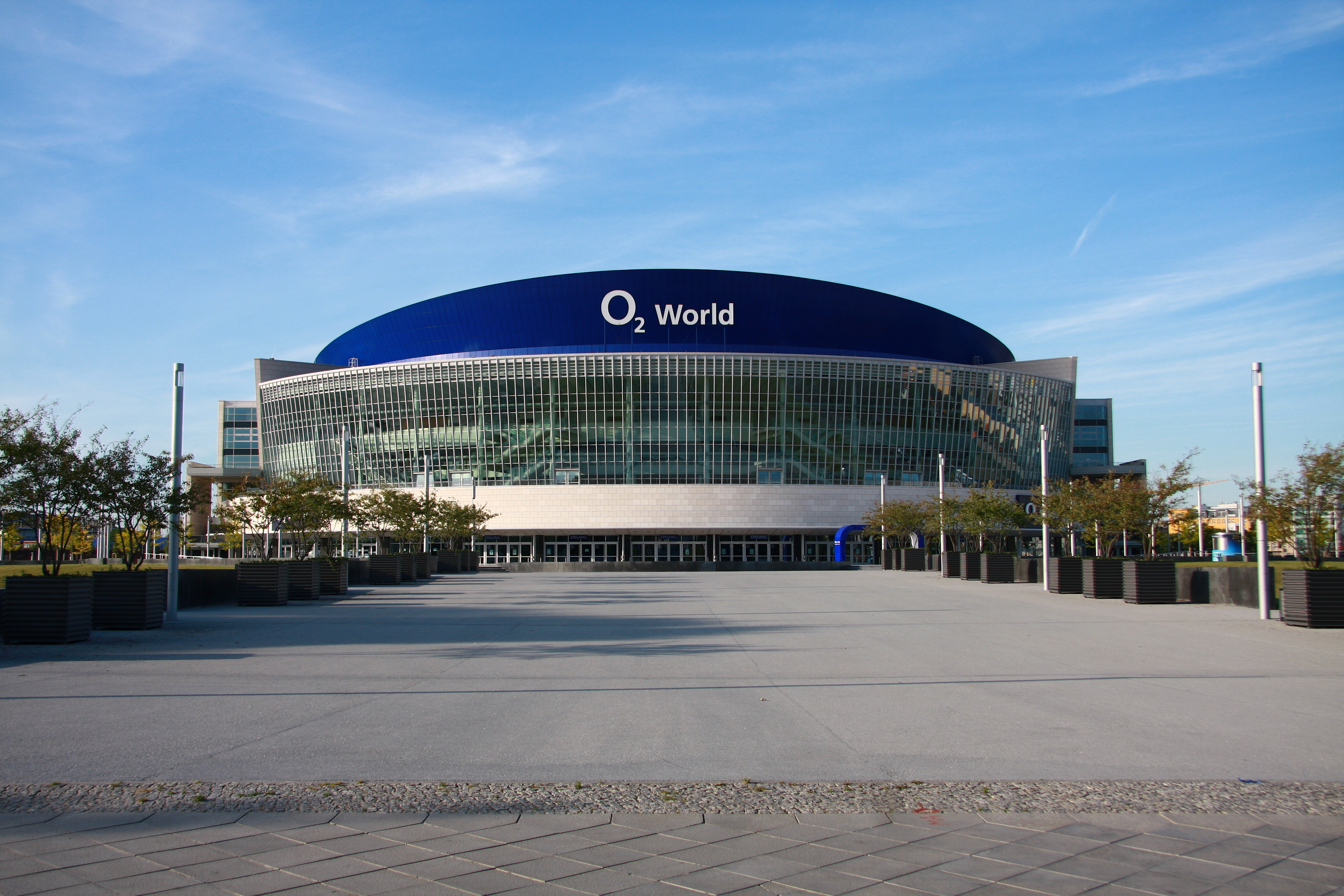
O2 World Berlin

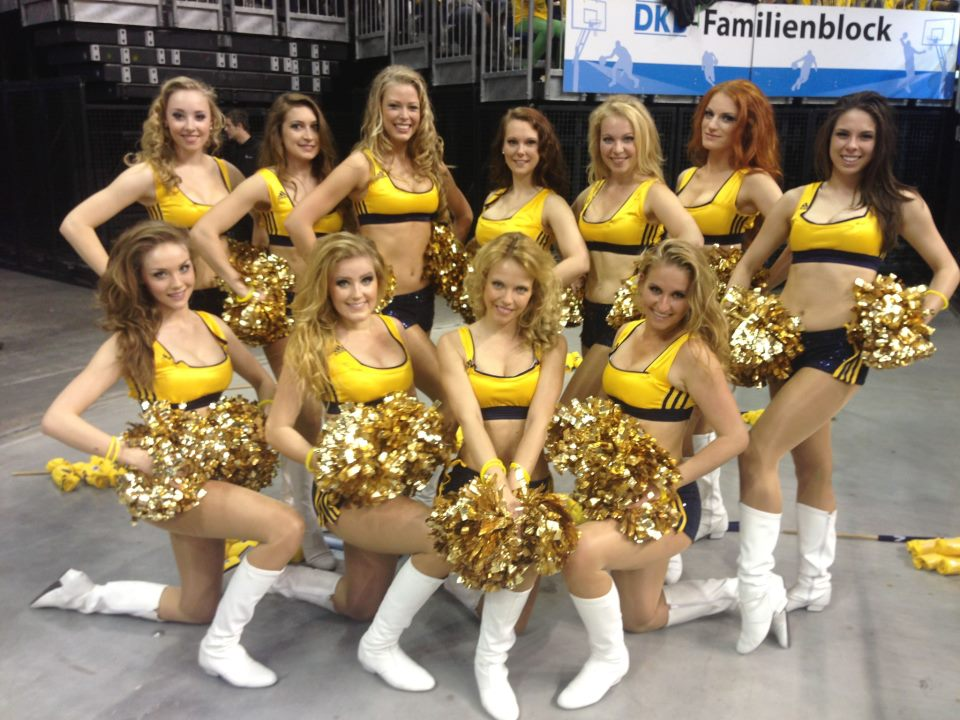
Alba Dancers 2013

Pour la saison 2014-2015 en Euroligue, Alba est dans le groupe du CSKA Moscou, de l'Unicaja Malaga, du Maccabi Tel-Aviv, du Cedevita Zagreb et du Limoges CSP.
Alba Berlin a battu à domicile le Limoges CSP 89-66 et Malaga d'un point 79-78 mais perd contre Moscou 68-84 et Tel Aviv 69-84.
À l'extérieur, Alba l'emporte 67-80 face au Cedevita mais prend une leçon à Moscou 95-66 et perd à Tel Aviv de 6 points 95-89 et à Malaga de 3 points 87-84 en 8 journées Alba est 4e sur 6. Les Allemands s'appuient sur leur pivot américain Jamel McLean (13,6 points et 5,4 rebonds) et l'arrière très complet Reggie Redding (12,1 points, 4,6 rebonds et 4,1 passes décisive). D'autres joueurs complètent l'effectif : les Croates Marko Banić (9,3 points) et Leon Radošević (8,8), Clifford Hammonds (9,4) ou le meneur Alex Renfroe (8,8 points-4,5 passes décisives) et l'Allemand Niels Giffey.

## Palmarès
| Compétitions nationales | Compétitions internationales           |
| - Champion d'Allemagne (11) : - Vainqueur : 1997, 1998, 1999, 2000, 2001, 2002, 2003, 2008, 2020, 2021 et 2022 - Finaliste : 1992, 1995, 1996, 2006, 2011, 2014 - Coupe d'Allemagne (11) : - Vainqueur : 1997, 1999, 2002, 2003, 2006, 2009, 2013, 2014, 2016, 2020, 2022 - Finaliste (4) : 2000, 2018, 2019, 2021 | - Coupe Korać (1) : - Vainqueur : 1995 |

## Personnalités et joueurs du club

### Entraîneurs successifs
- 1991 - 1993 :  Faruk Kulenović (de)
- 1993 - 2000 :  Svetislav Pešić
- 2000 - 2005 :  Emir Mutapčić
- 2005 - 2007 :  Henrik Rödl
- 2007 - 2011 :  Luka Pavićević
- 2011 :  Muli Katzurin
- 2011 - 2012 :  Gordon Herbert
- 2012 - 2016 :  Saša Obradović
- 2016 - 2017 :  Ahmet Çakı (en)
- 2017 :  Thomas Päch (de)
- 2017 - 2021 :  Aíto García Reneses
- 2021 - 2025 :  Israel González (en)
- depuis 2025 :  Pedro Calles

### Joueurs emblématiques
- Mithat Demirel (1998-1999 ; 2001-2005)
- Saša Obradović (1994-1997)
- Ademola Okulaja (1993-1995 ; 1999-2000)
- Heiko Schaffartzik
- Vule Avdalović
- Marko Marinović
- Derrick Byars
- DaShaun Wood
- Nihad Đedović
- Julius Jenkins
- Rashad Wright
- Dragan Dojcin
- Levon Kendall
- Leon Radosevic
- Marko Banić
- Clifford Hammonds
- Reggie Redding
- Sven Schultze
- Jan-Hendrik Jagla
- Henrik Rödl
- Patrick Femerling
- Kyle Weaver
- Hollis Price
- Geert Hammink
- Jörg Lütcke
- Mike Penberthy
- Ansu Sesay
- Sharrod Ford
- William Avery
- Zach Morley
- Kirk Penney
- Christian Welp
- Derrick Phelps
- John Best (2003-2004)
- Albert Miralles
- Marko Simonović
- Vasily Karasev
- Stephen Arigbabu
- Koko Archibong
- Ali Traoré
- Drazan Tomic
- Zoran Radović
- Tadija Dragićević
- Blagota Sekulić